# Galena (Kansas)
Galena ist eine City im Cherokee County, im Südosten des US-Bundesstaates Kansas. Das U.S. Census Bureau hat bei der Volkszählung 2020 eine Einwohnerzahl von 2761 ermittelt.

## Geschichte
Die Stadt wurde nach dem Bleierz Galenit benannt, das hier im Jahre 1877 auf dem Land eines deutschen Siedlers, des Farmers Egidius Moll, gefunden wurde. Ursprünglich wurde die Stadt von der Galena Mining and Smelting Company gegründet und hieß zunächst Cornwall. Sie war auch als Short Creek bekannt wegen eines Baches, der in der Nähe vorbeiführt.
Die Stadt war Teil der sogenannten Tri State Mining Area, einem Erzabbaugebiet, das sich über drei US-Bundesstaaten erstreckte und beherbergte einst über 30.000 Einwohner. Nachdem die Minen in den 1970er Jahren geschlossen wurden, sank die Bevölkerung rasch auf heute ca. 3.000 Einwohner.
Das „Steffelback House“ Die Geschichte eines verborgenen Schatzes machte die Stadt Ende der 1890er Jahre bekannt. Eine Frau namens Steffelback erkannte eine Geschäftslücke in der aufblühenden Stadt und eröffnete ein Bordell, das sich bald zu einem einträglichen Unternehmen mauserte. Eines Tages soll sie festgestellt haben, dass ein Gast die Taschen voller Goldmünzen hatte. Sie lockte den betrunkenen Mann in ein Hinterzimmer und ihr Sohn erschlug ihn. Sie raubten den Mann aus und ließen die Leiche in einem der aufgelassenen Grubenschächte verschwinden. Dies erwies sich rasch als lukrativer „Geschäftszweig“ und im Laufe weniger Jahre sollen Ma Steffelback und ihr Sohn nicht weniger als 30 Gäste auf diesem Weg beseitigt haben. Erst nach einem Streit mit einem der Bordellmädchen wurde sie von diesem angezeigt und schließlich 1897 zu einer lebenslangen Gefängnisstrafe verurteilt. Bis zu ihrem Tode im Jahre 1909 hat sie das Versteck ihres vermutlich beträchtlichen Vermögens nicht verraten. Es wird noch heute irgendwo in Galena vermutet. Ihr Haus steht noch immer verlassen an der North Main Street/Ecke Front Street.

## Wissenswertes
Galena liegt ca. 7,5 Meilen (12 km) westlich von Joplin (Missouri) an der historischen Route 66, die nur ein kurzes Stück durch die äußerste südöstliche Ecke von Kansas verläuft.
Nordwestlich von Galena, befand sich während des Zweiten Weltkrieges eine Munitionsfabrik, die einer der weltgrößten Produzenten von Ammoniumnitrat war. In Galena befand sich auch eine Landmaschinenfabrik der Firma International Harvester.
An der Main Street von Galena, die Teil der Route 66 ist, steht vor dem Four Women on the Route Diner als Dekoration noch ein alter rostiger "L-170 Truck" dieser Firma. Er war das Vorbild für die Figur des "Tow Mater" in Disneys Oskar-nominierten Pixar Animationsfilm Cars von John Lasseter (2006).

## Bildergalerie

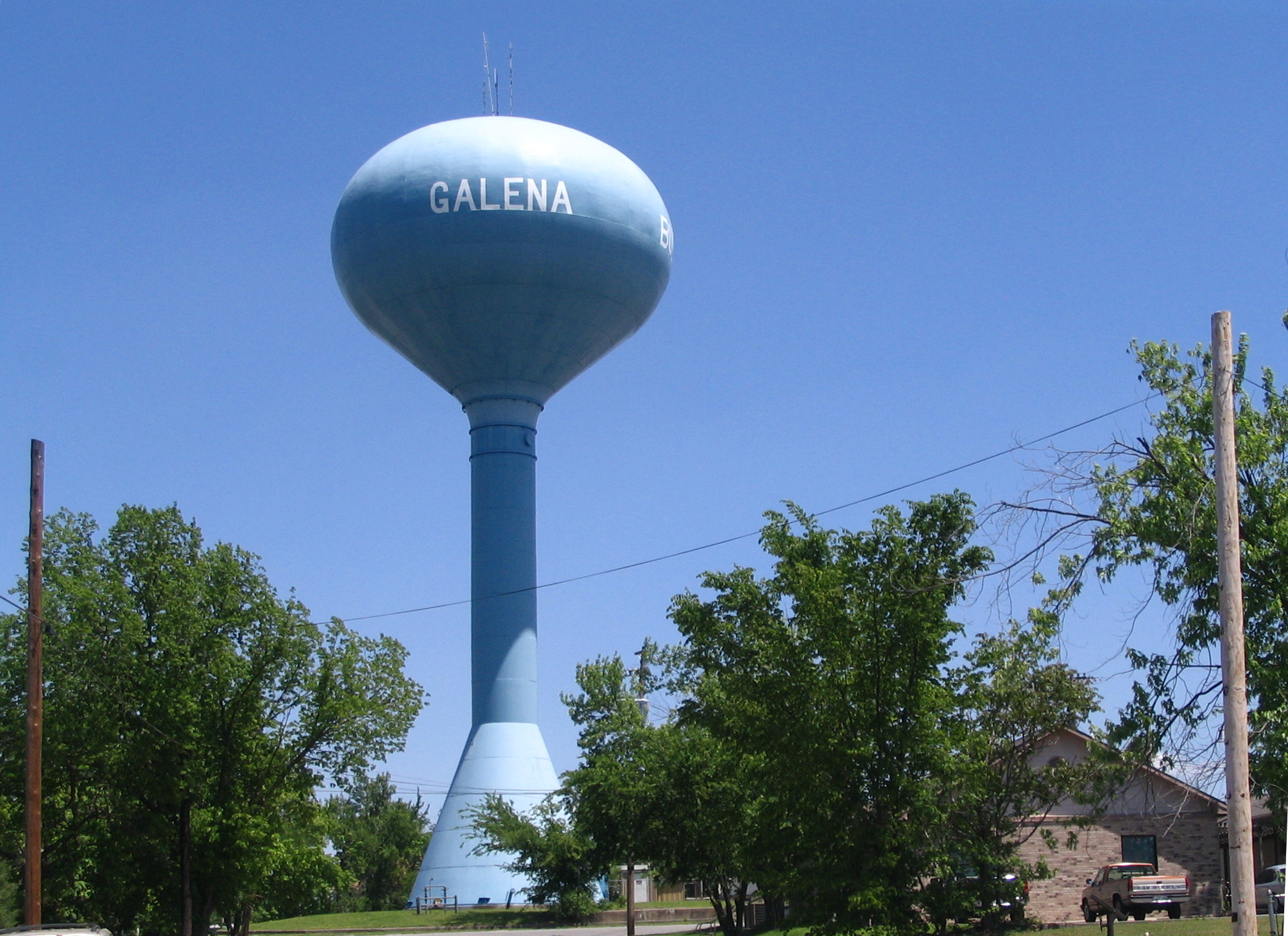
Galenas Wasser Turm.
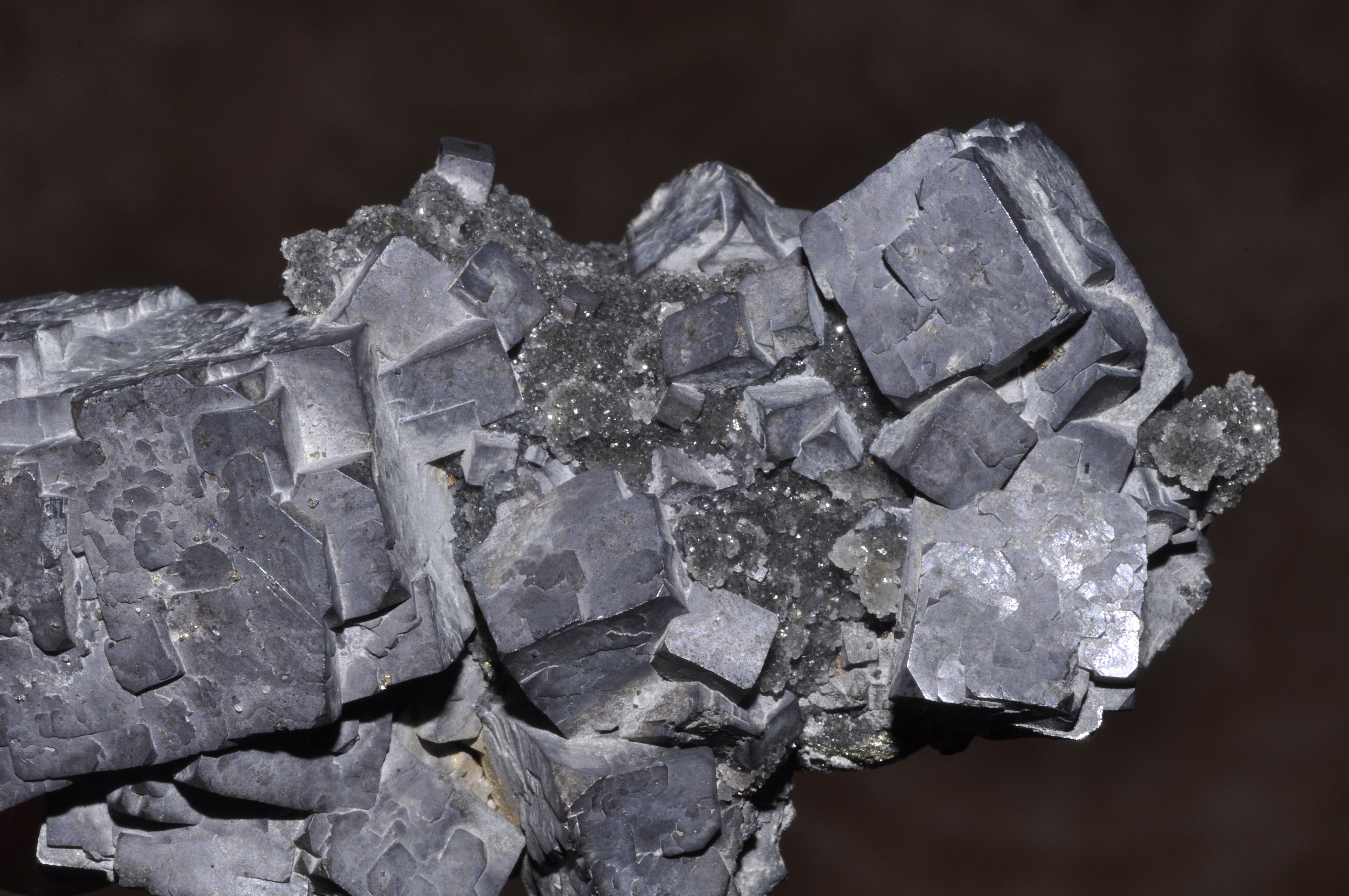
Bleierz Galenit

## Persönlichkeiten
- James C. Corman (1920–2000), Politiker, in Galena geboren
- George Grantham (1900–1954), Spieler der Major League Baseball
- Jake LaTurner (* 1988), Politiker